# Шевце-Овсяне
Шевце-Овсяне (пол. Szewce Owsiane) — село в Польщі, у гміні Бедльно Кутновського повіту Лодзинського воєводства.
Населення — 94 особи (2011).
У 1975-1998 роках село належало до Плоцького воєводства.

## Демографія
Демографічна структура станом на 31 березня 2011 року:
|          | Загалом | Допрацездатний вік | Працездатний вік | Постпрацездатний вік |
| -------- | ------- | ------------------ | ---------------- | -------------------- |
| Чоловіки | 52      | 13                 | 35               | 4                    |
| Жінки    | 42      | 7                  | 26               | 9                    |
| Разом    | 94      | 20                 | 61               | 13                   |